# Raine Lampinen
Raine Lampinen, född 13 februari 1912 i Borgå, död där 17 oktober 1984, var en finländsk motorcykelförare.
Lampinen son var medlem av Helsingfors Motorcykelklubb, vann C-klassen i Sveriges TT 1935 samt i Djurgårdsloppet 1934 på Rudge och 1939 på Norton. Han vann 1936–1939 vunnit sju finländska mästerskap och satte 1935 flera finska rekord, bland annat på 1 km och 10 km. Han vann på Norton C-klassen i TT-loppet på Gardermoen i Norge 1947.